# Punta Maqueda
Punta Maqueda, también llamada Punta Peligro, es un accidente geográfico costero del golfo San Jorge, ubicado en la provincia de Santa Cruz, Argentina, bordeando la  Ruta Nacional 3. En sus costas se asientan las playas más australes de América.

## Toponimia

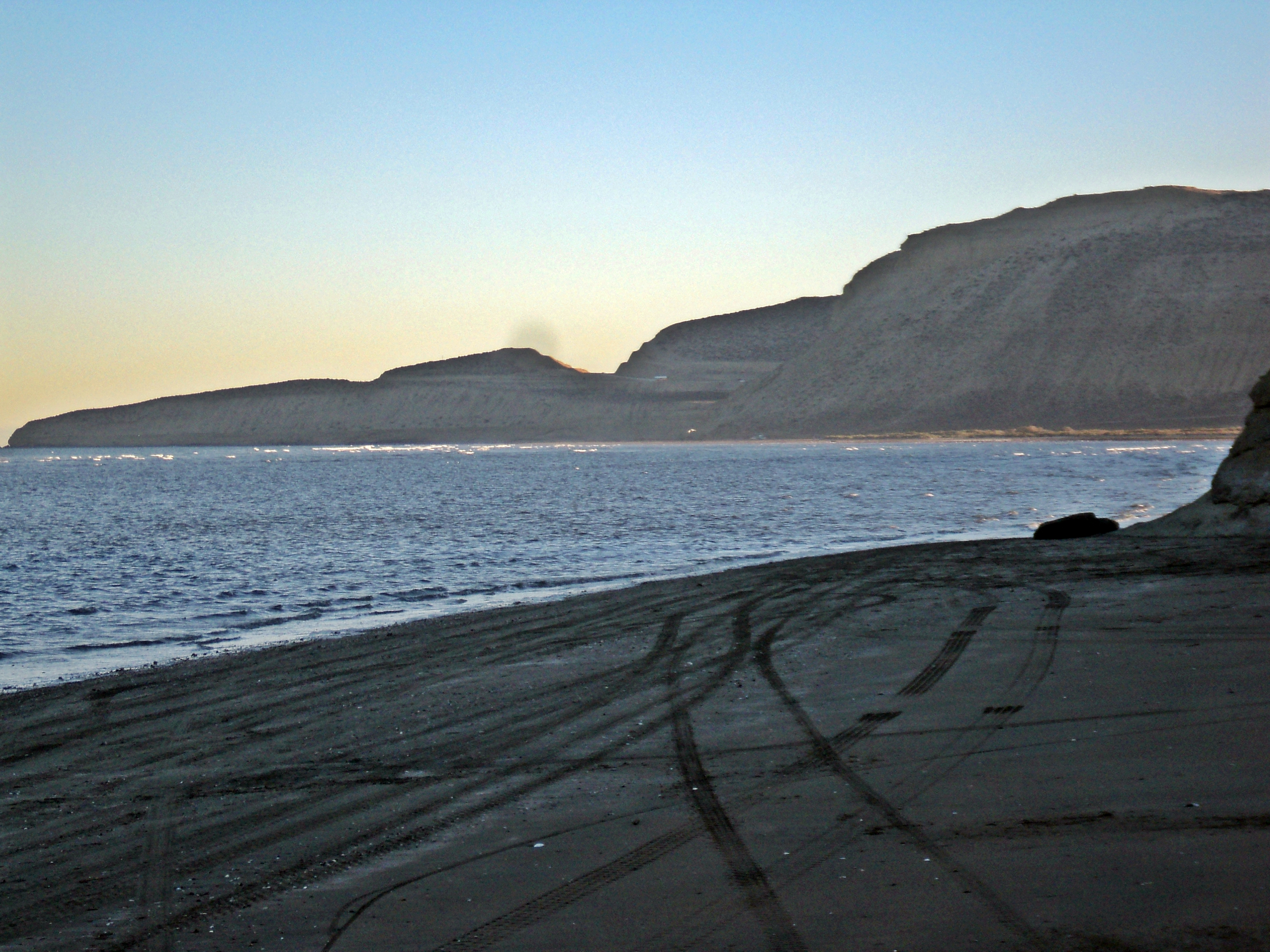
Punta Maqueda mutilada por la autovía Comodoro - Caleta de la Ruta 3

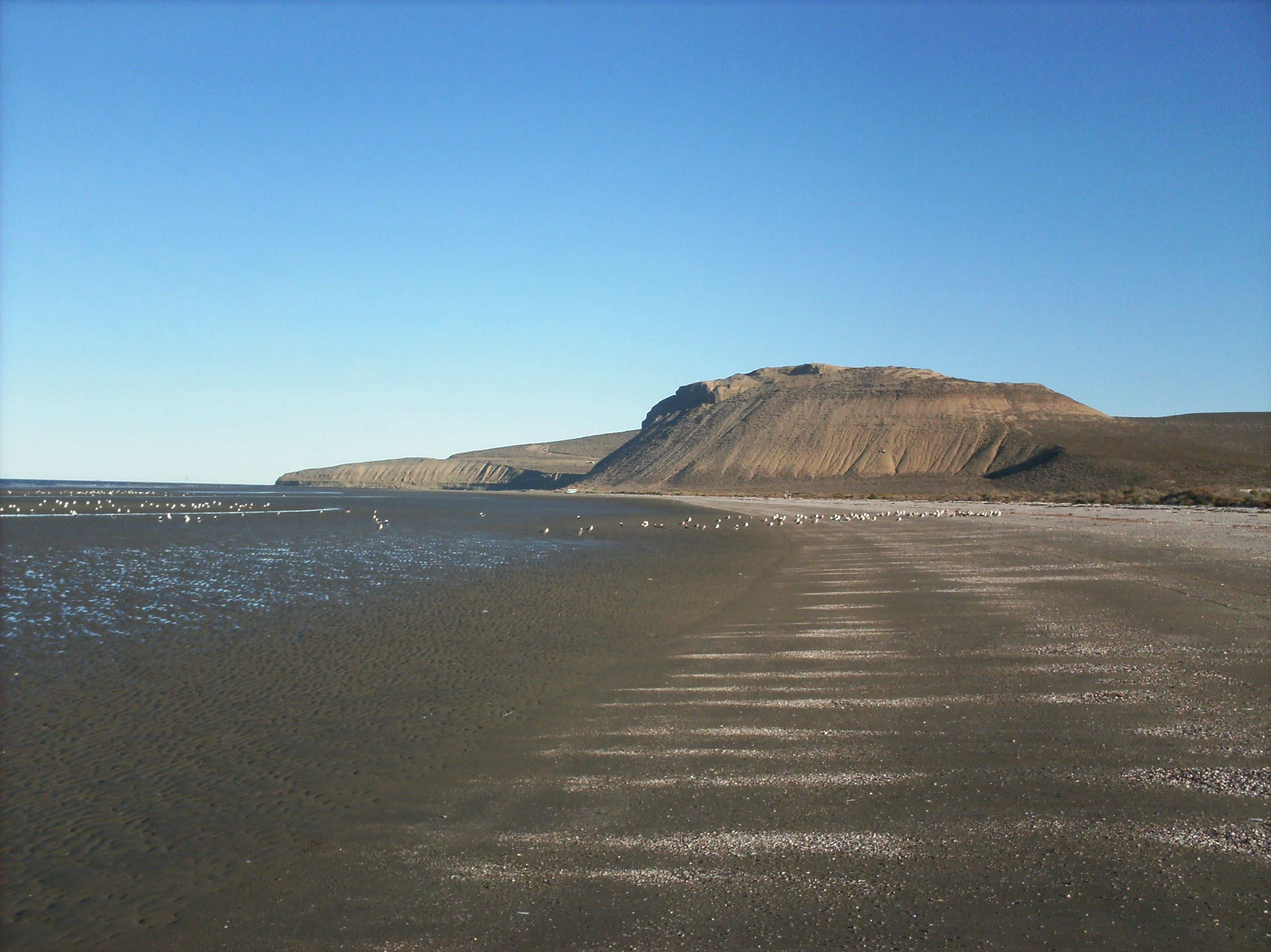
Vista de la punta desde Playa Los Límites

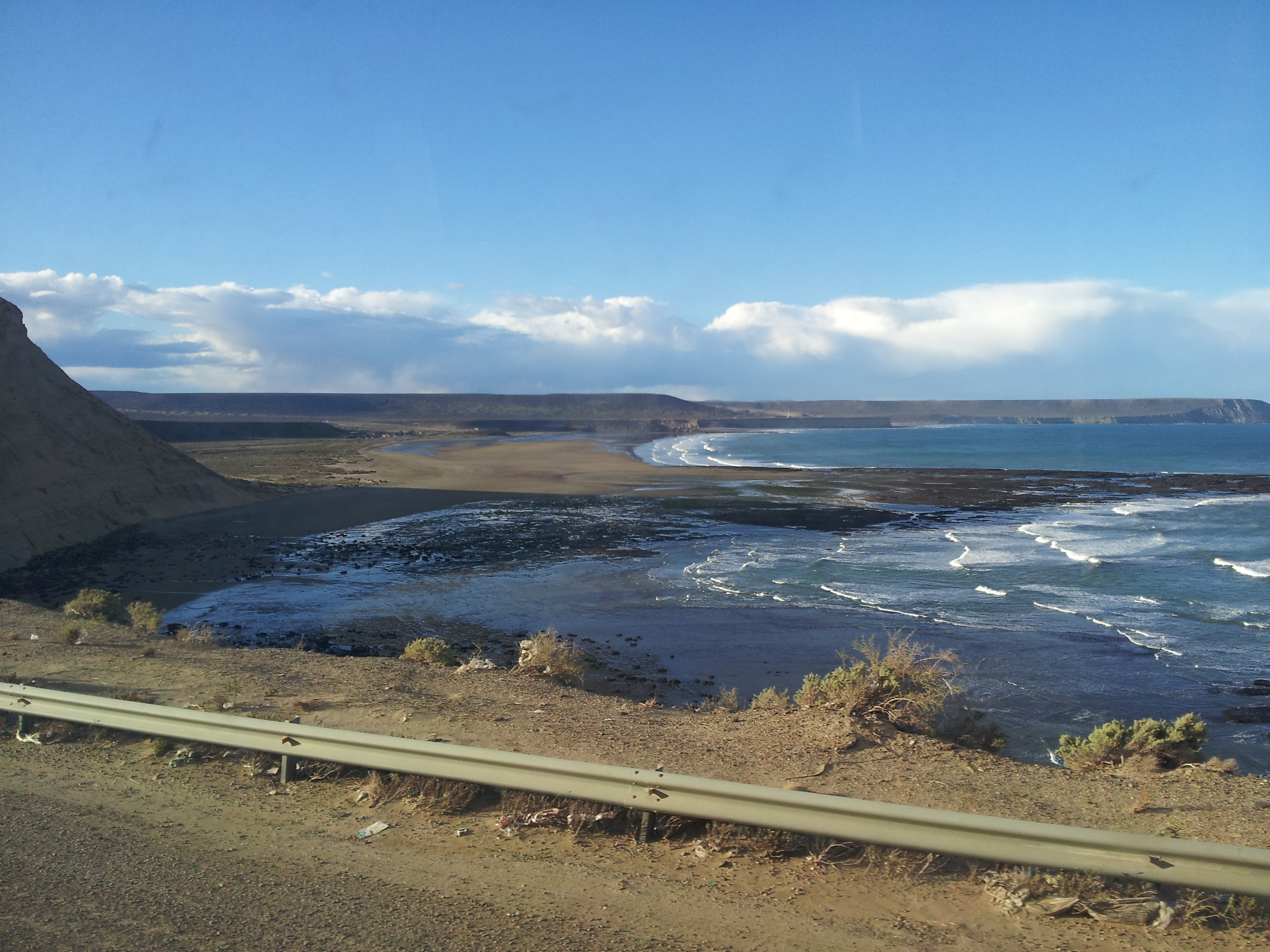
Vista hacia el norte desde playa La Tranquera. Nótese la gran erosión marina que sufrió con la marca de su restinga

Su nombre secundario se debe a la gran cantidad que se producen tanto en la ruta que la surca como en sus playas vírgenes, sin protección de bañeros y con grutas de considerables dimensiones que se vuelven trampas mortales con las variaciones bruscas de mareas.
Aquí la ruta se vuelve una gran y peligrosa curva que por la pronunciación de su recorrido que se asemeja a una cerrada U y la cantidad de accidentes le dan su nombre. Esta enorme curva es surcada por un acantilado de 180 snm. 
Lamentablemente, este lugar produce innumerables vuelcos y accidentes fatales que incluyen el desbarranco directo hacia el mar o el migro de quedar a metros de caer al precipicio.
Actualmente una vasta parte del sector alto del accidente geográfico fue desmontado para la doble trocha del futura Autovía Comodoro Rivadavia - Caleta Olivia que acelerará el tránsito y disminuirá los accidentes en esta zona. Sin embargo, dicha tarea que se ejecuta con máquinas topadoras, cargadoras y camiones con caja volcadora, es realmente agotadora. Este trabajo recordó a un desmonte similar llevado a cabo en el Cerro Chenque décadas atrás. Como consecuencia de estos trabajos en esta zona se sucedieron, en los últimos temporales, movimientos de lodo y agua que desbordaron paredes del cerro y anegaron la ruta.

## Generalidades
La traza de la RN 3 pasa por este accidente geográfico que se encuentra entre las ciudades de Caleta Olivia (Santa Cruz) y Comodoro Rivadavia (Chubut); a unos pocos kilómetros del límite provincial. 
El accidente es muy famoso por sus bellas playas que llevan a los visitantes y residentes a darles el nombre de la punta. Estas playas son integrantes de un sistema de 8 playas de arena fina. Este sistema es de especial importancia, dado que tanto hacia el sur como el norte las demás playas son de ripio o composición similar.
La primera es Playa Los Límites, su acceso es fácil y es un gran llano. En tanto la segunda es playa La Tranquera en la otra cara de la punta. Es punto de gran riesgo por su acceso a la playa, el cual es con terreno escarpado por las rocas de derrumbe. Además de su acceso dificultoso, es  casi impenetrable con marea alta. De esta forma, la amplitud de las mareas es trampa mortal al combinarse con lo rocoso del terreno para los visitantes que gustan de paseos y de la natación.
Finalmente, otros de los problemas de las playas que rodean a este accidente costero son sus bajas temperaturas fuera de la temporada veraniega y la intensidad de los vientos que suelen azotarlas con velocidades diversas que ponen en riesgo hasta los automovilistas que trancitna la ruta cercana. Estos dos fenómenos naturales suelen cobrarse víctimas, dado que todas las playas cercanas no cuentan con guardavidas o similares servicios de auxilio.

## Geomorfología

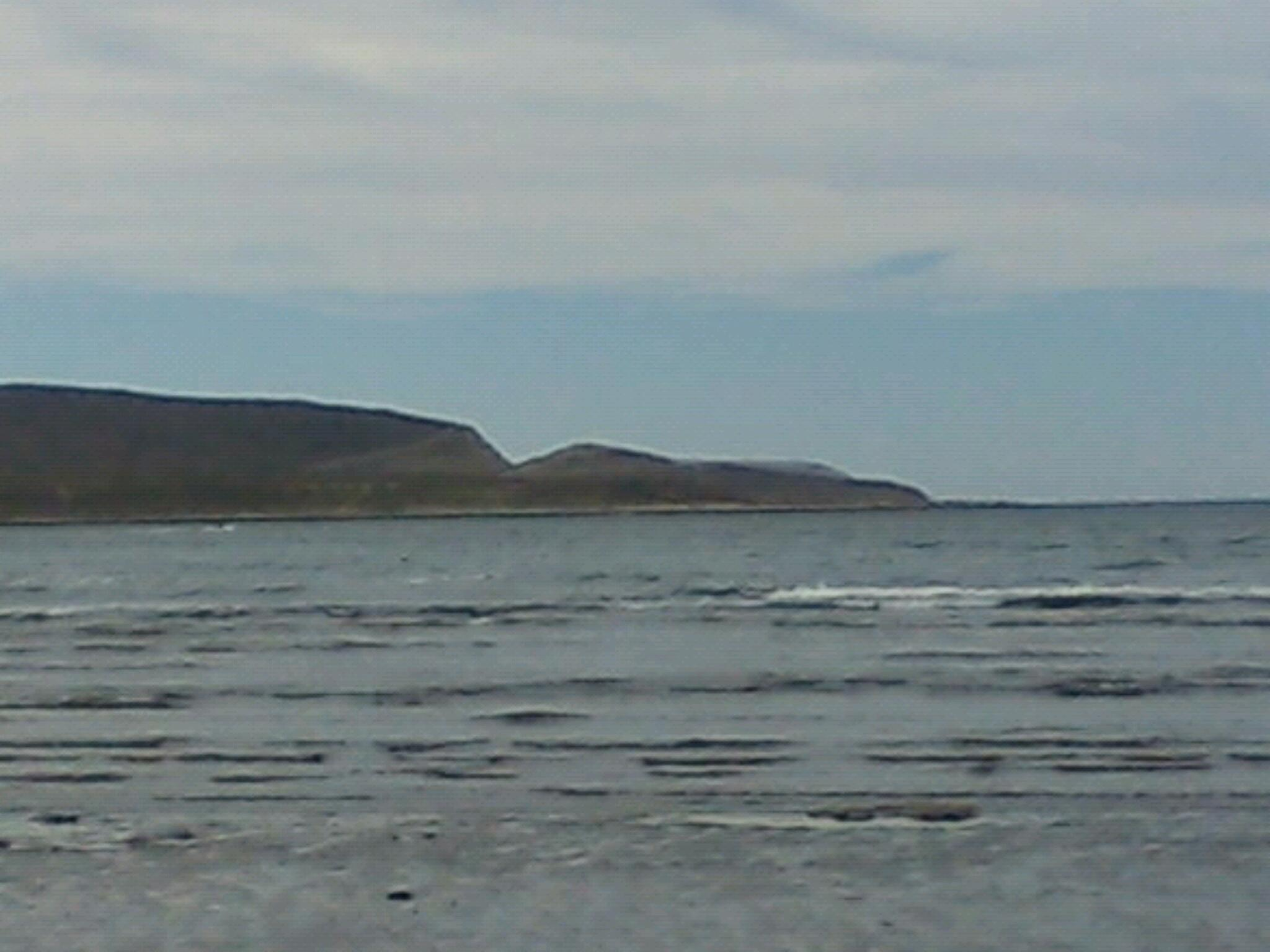
Vista a la punta mutilada desde Playa Alsina

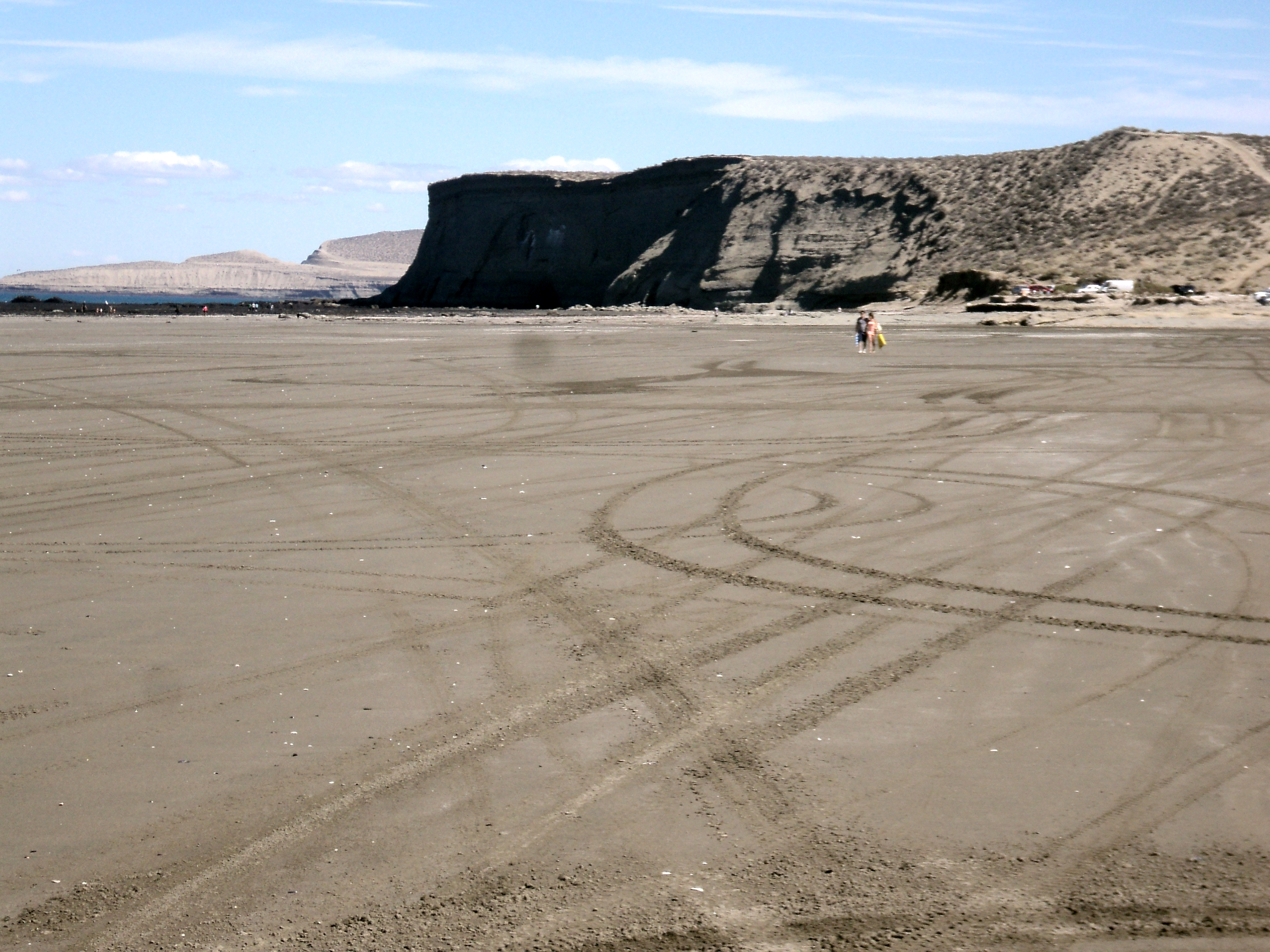
Véase la Punta a la izquierda desde Playa Bonita

La punta está constituida por rocas sedimentarias del terciario hace 35 millones de años. Sus faldas descendentes, así como en los cerros circundantes, están formadas por acumulaciones marinas de sucesivos ingresos del mar sobre el continente o diversos episodios de levantamientos, se trata de la "Formación Patagonia". La demostración de ello, es la existencia de fósiles, con un espesor que aumenta hacia la costa, que se observan en esta formación, característica de ambientes marinos, como, erizos, caracoles turritelas, y los ostrones u ostreas. Esta formación se halla hasta en los sectores altos que rodean la Villa Rada Tilly, encontrándose numerosas valvas de ostras, y en algunos casos con ostras enteras en posición de vida.